# Sainte-Croix de Sourkhat
La Sainte-Croix de Sourkhat ou Sourp Khach Vank (en arménien Սուրբ Խաչ վանք) est un monastère arménien fondé en 1358 dans la péninsule de Crimée, à Staryï Krym (jadis Solhat ou Sourkhat).
La région en question est celle où vivait jadis une importante communauté d'Arméniens tcherkessogaïs.

## Galerie

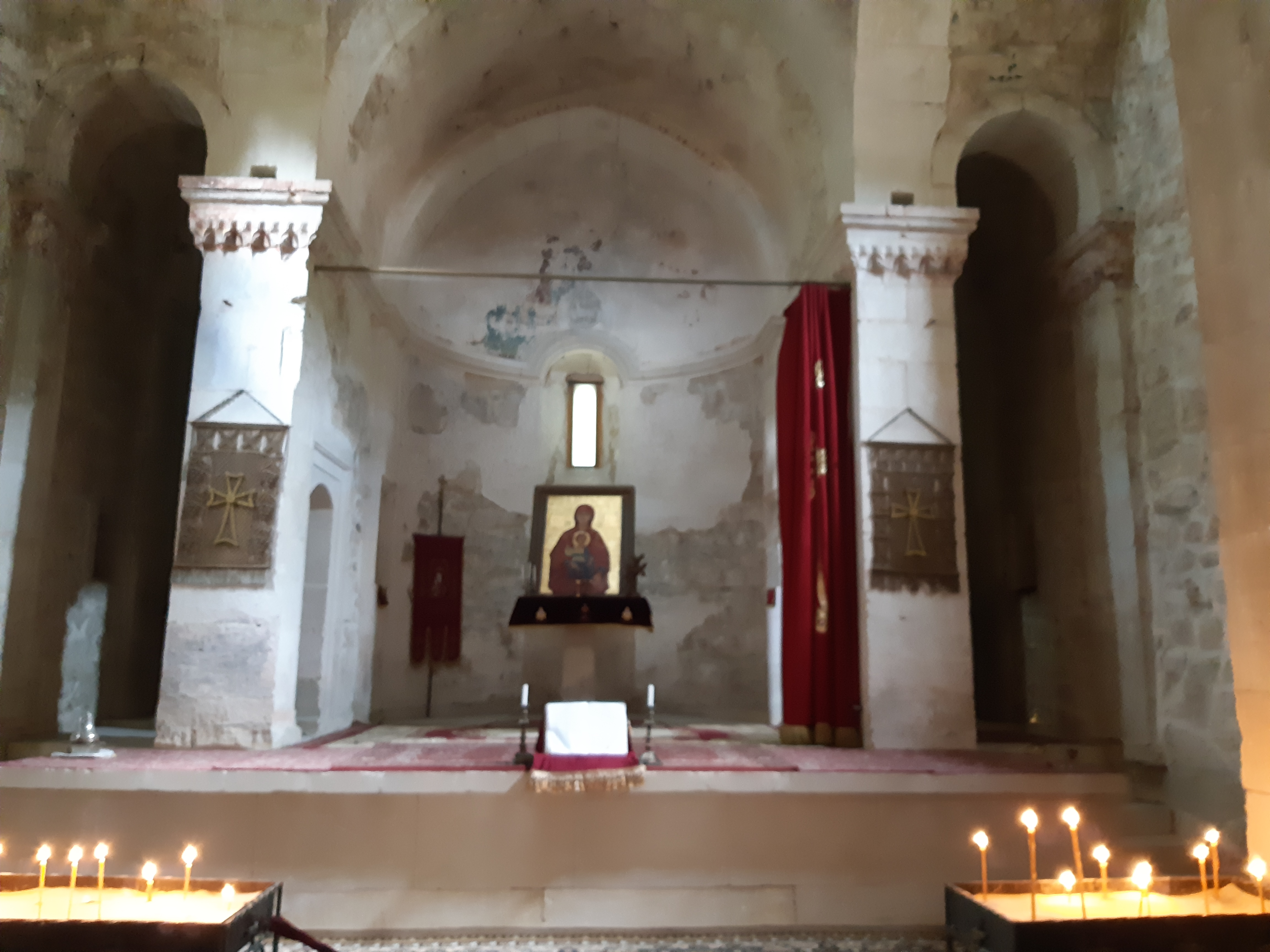
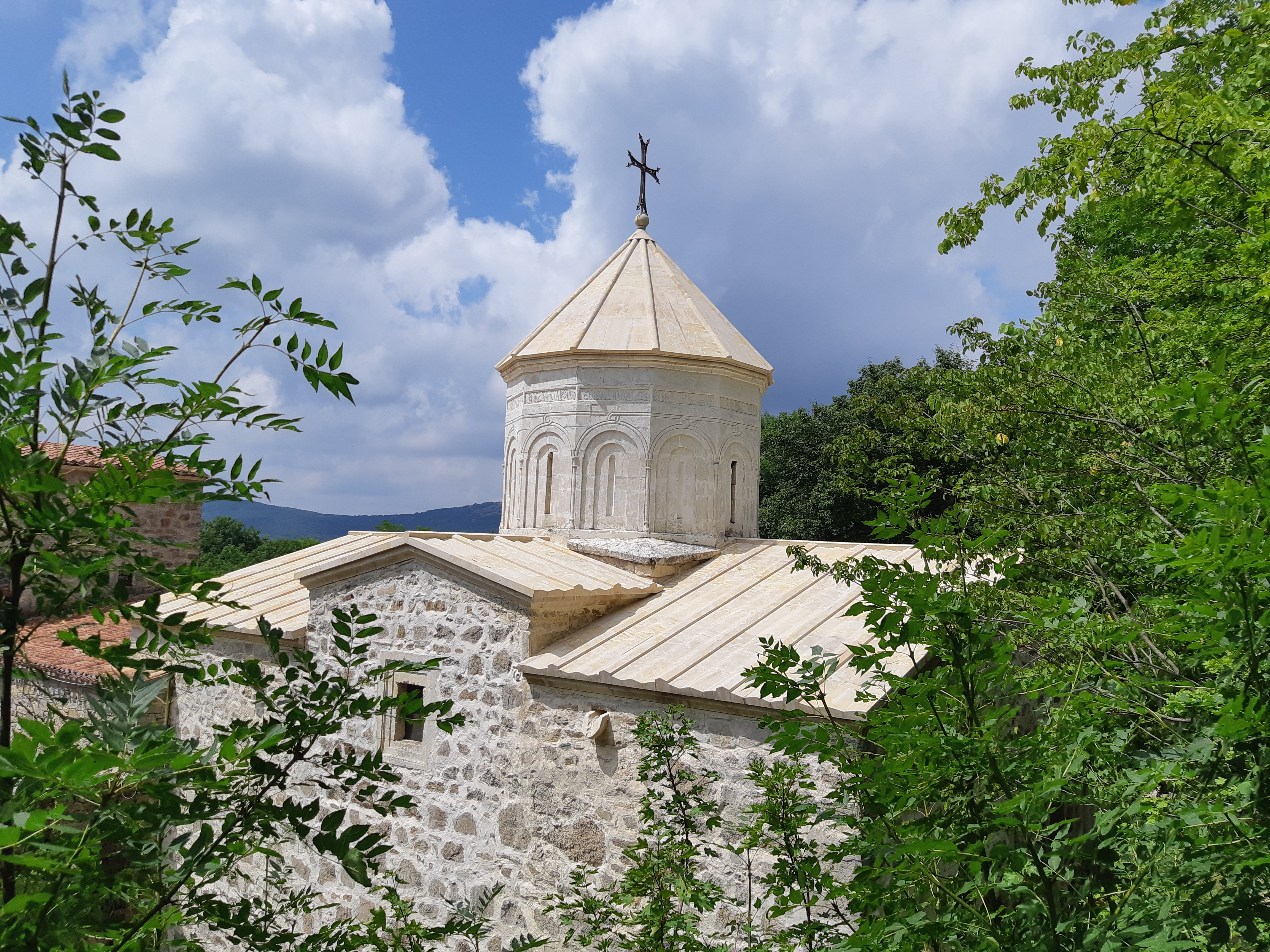
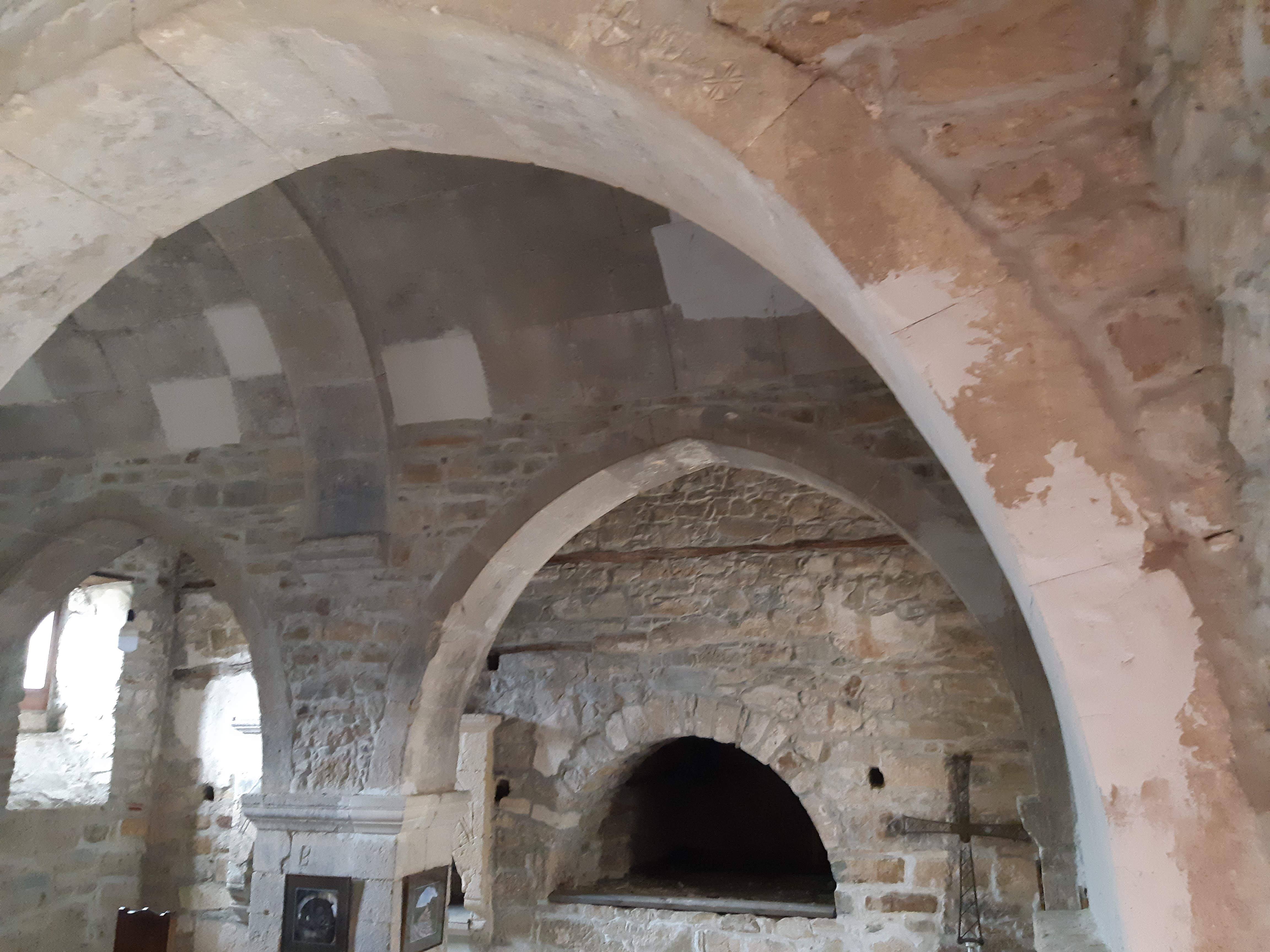
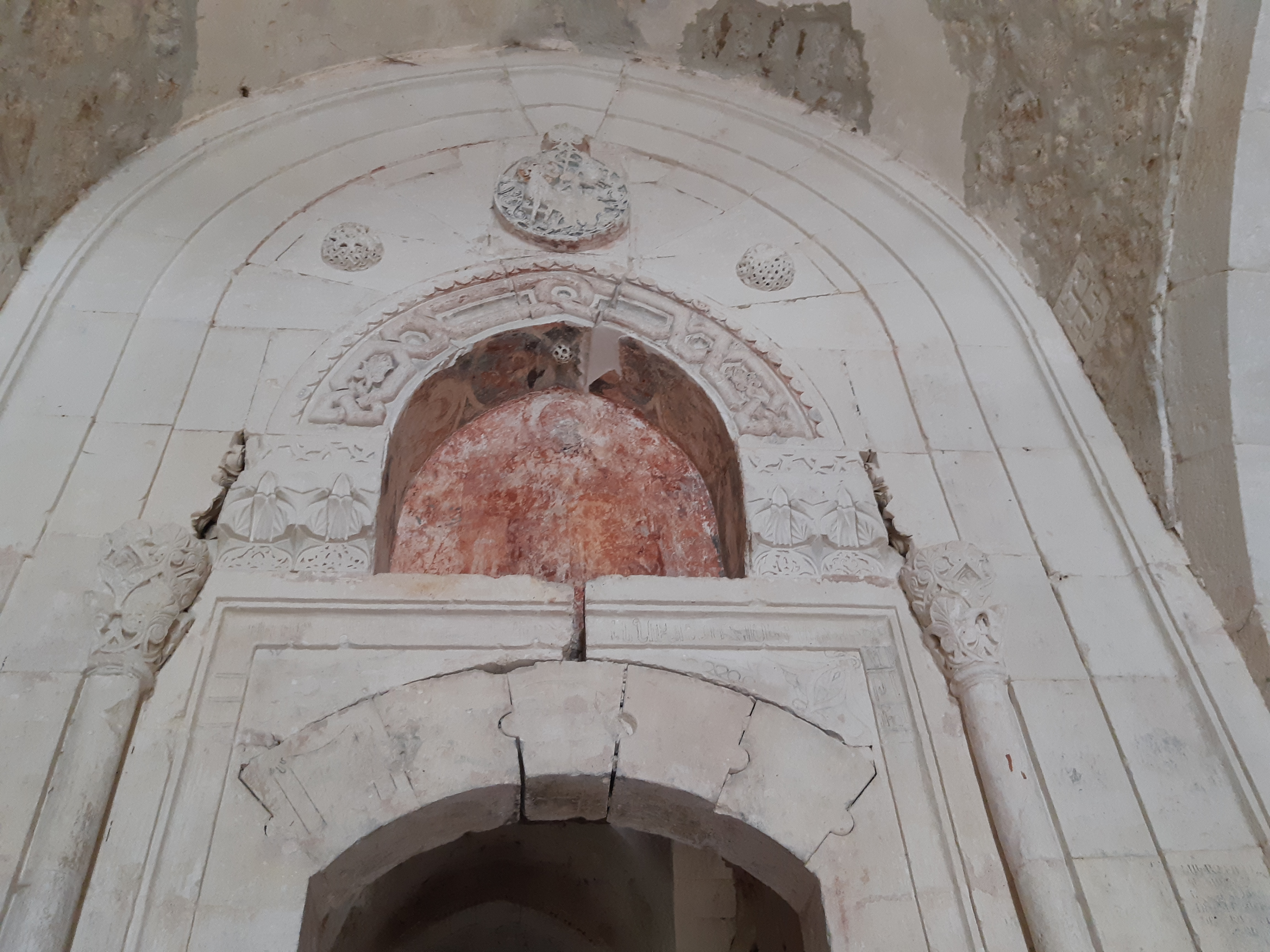